# Nyabagesa
Nyabagesa är ett vattendrag i Burundi.   Det ligger i provinsen Makamba, i den södra delen av landet, 100 km sydost om huvudstaden Bujumbura.
Omgivningarna runt Nyabagesa är en mosaik av jordbruksmark och naturlig växtlighet. Runt Nyabagesa är det tätbefolkat, med 356 invånare per kvadratkilometer.